# (1575) Winifred
(1575) Winifred es un asteroide que forma parte del cinturón de asteroides y fue descubierto el 20 de abril de 1950 por el equipo del Indiana Asteroid Program de la universidad de Indiana (liderado por el astrónomo Robert Curry Cameron) desde el observatorio Goethe Link de Brooklyn (Indiana), Estados Unidos.

## Designación y nombre
Winifred recibió al principio la designación de 1950 HH.
Posteriormente se nombró por la astrónoma estadounidense Winifred Sawtelle.

## Características orbitales
Winifred está situado a una distancia media del Sol de 2,374 ua, pudiendo acercarse hasta 1,948 ua y alejarse hasta 2,799 ua. Tiene una excentricidad de 0,1792 y una inclinación orbital de 24,82°. Emplea en completar una órbita alrededor del Sol 1336 días.